# 任培
任培（？—？），贵州普安人，清朝政治人物。
道光四年，擔任廣東廣州府永安縣知縣（現紫金縣知縣）。后由余芝接任。道光八年复任，擔任廣東廣州府永安縣知縣（現紫金縣知縣）。后由朱庭桂接任。